# Ответный огонь (фильм, 1988)
«Ответный огонь» (англ. Backfire) — триллер режиссёра Гилберта Кейтса. 

## Сюжет
Мара и Донни МакЭндрю внешне счастливая и обеспеченная пара. Им можно позавидовать, но ночью Донни невыносимо страдает. Его мучают страшные кошмары — отголосок войны во Вьетнаме. Расстройство отравляет жизнь семье. Мара постепенно начинает подталкивать мужа к мысли о самоубийстве. Не преуспев в этом она нанимает Рида. Это приводит к неожиданным результатам — Донни в свой время спас Риду жизнь во Вьетнаме…

## В ролях
- Карен Аллен — Мара МакЭндрю
- Кит Кэррадайн — Рид
- Джефф Фэйи — Донни МакЭндрю
- Берни Кейси — Клинтон Джеймс